# Redrum
Redrum ist eine US-amerikanische Thrash-Metal-Band, die im Jahr 1985 in Sacramento, Kalifornien gegründet wurde. Die Band trat bereits mit anderen Bands wie Exodus, Blind Illusion und Forbidden auf.

## Geschichte
Die Band wurde Anfang 1985 von dem Gitarristen Vonni Groccia mit dem Schlagzeuger Tony Swartz, dem Bassisten Larry Craig und dem Gitarristen Don Adams unter dem Namen Legion gegründet. Groccia hatte Kontakt zu einer Coverband namens Hostage, wodurch er den Sänger Carlos Yniguez kennenlernte. Craig und Swartz verließen kurz danach die Band und wurden durch den Schlagzeuger Michael Parisi und den Bassisten Michael Caboy ersetzt.
Danach änderte die Band ihren Namen in P.M.S. Diese Abkürzung stand für Verschiedenes wie Punk Metal Syndicate, Poser Metal Sucks und Post Menudo Syndrome. Anschließend wurde der Name in Redrum geändert. Im Juni 1985 wurde die Band als Eröffnungsgruppe für ein Konzert der Band Exodus in Sacramento eingeladen. Das Konzert wurde aufgenommen und als Demo verbreitet. Kurz danach nahm die Band in der Garage von Schlagzeuger Michael Parisi ein weiteres Demo auf. Nach einigen lokalen Auftritten sowie Konzerten in der San Francisco Bay Area, spielte die Band auf dem Eastern Front Festival im Ruthie's Inn Club in Berkeley, Kalifornien.
Im Jahr 1986 verließ Vonni Groccia die Band kurzzeitig, um sich seinem Punk-Projekt The Anal Babies zu widmen. Da jedoch das Projekt scheiterte, kehrte er bald wieder zur Band zurück. Im Juni 1987 begab sich die Band ins Studio, um das Demo Power Corrupts aufzunehmen. Dadurch erreichte die Band eine höhere Aufmerksamkeit und sie unterstützten verschiedene Künstler wie King Diamond, Trouble, Possessed und Lääz Rockit auf ihren Konzerten. Durch das Demo erreichte die Band zudem die Aufmerksamkeit von Metal Blade Records, wodurch das Lied Random Violence neu aufgenommen wurde und auf der Kompilation Metal Massacre IX erschien. Da das Resultat die Band nicht zufriedenstellte, erschienen keine weiteren Tonträger bei Metal Blade.
Im Jahr 1988 begab sich die Band erneut ins Studio, um das Demo Disarm and Survive aufzunehmen. Die Band erreichte im Anschluss einen Vertrag mit Alchemy Records. Kurze Zeit später wurde das Label von Sub-Core/EverRat Records aufgekauft und ein neuer Vertrag wurde ausgehandelt. Im Februar 1989 begab sich die Band ins Studio um ihr erstes Album aufzunehmen. Die Band konnte jedoch die Aufnahmen nicht bezahlen, wodurch das Studio die Aufnahmen vorerst behielt. Die Band trennte sich von ihrem Label. Mitte 1989 löste sich die Band auf. Nachdem die Band die Aufnahmen von dem Studio enthalten hatte, entschied sich Schlagzeuger Michael Parisi alleine dazu, das Album Power Corrupts noch im selben Jahr zu veröffentlichen.
Im Jahr 1991 fand die Band wieder zusammen mit Gitarrist Vonni Groccia, Sänger Carlos Yniguez und Schlagzeuger Michael Parisi, sowie Gitarrist Don Adams und Bassist Michael Caboy. Die Band spielte wieder einige lokale Auftritte im Jahr 1992 in Los Angeles. Sie schrieb neues Material, das auf dem zweiten Album namens Second Coming zu hören sein sollte. Jedoch konnte es nie verwirklicht werden, da sich die Band gegen Ende des Jahres 1992 aufgrund interner Spannungen schon wieder trennte. Die Mitglieder spielten in den nächsten Jahren als Session-Mitglieder in anderen Bands. Im Jahr 2005 fand die Band erneut zusammen mit Gitarrist Vonni Groccia, Schlagzeuger Michael Parisi, Bassist Michael Caboy und Sänger Carlos Yniguez. Dieser wurde jedoch bald durch Sänger Debbie Gunn ersetzt. Bevor dies jedoch offiziell geschah, zerfiel die Besetzung erneut. Groccia stellte eine neue Besetzung zusammen, die bis auf ihn und Sänger Yniguez keine bereits bekannten Mitglieder mehr enthielt.
Power Corrupts wurde im Jahr 2007 über Evil Legend Records wiederveröffentlicht.

## Stil
Die Musik der Band wird als typischer Thrash Metal beschrieben.

## Diskografie
- 1985: Demo 1 (Demo, Eigenveröffentlichung)
- 1985: Live Demo oder auch Skate Tough Demo (Demo, Eigenveröffentlichung)
- 1987: Power Corrupts (Demo, Eigenveröffentlichung)
- 1988: Disarm and Survive (Demo, Eigenveröffentlichung)
- 1989: Power Corrupts (Album, Eigenveröffentlichung)
- 1989: Evil's End (Demo, Eigenveröffentlichung)
- 2007: Power Corrupts (Wiederveröffentlichung des Albums, Evil Legend Records)